# 아니타 브워다르치크
아니타 브워다르치크(폴란드어: Anita Włodarczyk, 1985년 8월 8일~)는 폴란드의 육상 선수로 주 종목은 해머던지기이다. 사상 최초로 여자 해머던지기에서 80m를 넘는 기록을 낸 선수이며, 현재 여자 해머던지기 세계 기록(82.98m) 보유자이기도 하다.

## 경력
1985년 레슈노주 라비치에서 안제이와 마리아 브워다르치크 부부 사이에서 태어났다. 다른 형제로는 6살 위 오빠인 카롤이 있다. 어릴 때에는 아버지의 영향으로 스피드웨이 (자전거 경기)를 배웠으나 초등학생 시절 레슈노주 학생 선수권 대회에서 4종경기 부문 우승을 차지하는 등 육상 경기에 두각을 드러냈다. 
2001년에 라비치의 청소년 육상팀인 카데트 라비치에 입단했고 원반던지기, 해머던지기, 포환던지기 훈련을 시작했다. 이듬해인 2004년에 처음으로 폴란드 육상 선수권 대회 등 폴란드 국내 해머던지기 대회에 출전하했다. 이듬해인 2005년에는 AZS-AWF 포즈난 육상부에 입단했고 2006년 7월에는 폴란드 선수권 대회 해머던지기 부문에서 카밀라 스콜리모프스카와 카타지나 키타의 뒤를 이어 3위에 올랐다. 
2007년 5월에는 바르샤바에서 열린 폴란드 대학 선수권 대회에서 준우승을 했고 7월에는 포즈난에서 열린 폴란드 선수권 대회에서 4위에 오르며 폴란드 U-23 국가대표 선수로 발탁되었다. 그 해 7월에 헝가리 데브레첸에서 열린 2007년 유럽 U-23 선수권 대회에 참가하여 63.74m의 기록으로 9위에 올랐다. 이후 9월에는 스웁스크 폴란드 U-23 선수권 대회에서 우승을 차지했다.
2008년에는 처음으로 폴란드 국가대표로 발탁되었으며 3월에 크로아티아 스플리트에서 열린 유럽 동계 투척 컵 대회에 참가하면서 성인 국제 대회에 처음 출전했다. 브워다르치크는 이 대회에서 71.84m의 기록으로 독일의 베티 하이들러와 카트린 클라스를 누르고 금메달을 획득했다. 같은 해 8월에는 중국 베이징에서 열린 2008년 하계 올림픽에 참가하여 71.56m의 기록으로 6위에 올랐다. 이후 9월에 독일 슈투트가르트에서 열린 2008년 월드 애슬레틱스 파이널 대회에 참가하여 70.97m의 기록으로 쿠바의 입시 모레노와 슬로바키아의 마르티나 흐라슈노바의 뒤를 이어 동메달을 획득했다.
2009년 5월 30일 비아와포들라스카에서 열린 폴란드 클럽 육상 선수권 대회에서 76.20m를 기록하면서 자신의 개인 기록을 81cm 올리면서 우승을 차지했다. 6월에는  체코 오스트라바에서 열린 골든 스파이크 오스트라바 대회에 참가하여 다시 개인 기록을 76.59m로 갱신했다. 이후 같은 달에 포르투갈 레이리아에서 열린 2009년 유럽 팀 육상 선수권 대회에 참가하여 75.23m의 기록으로 하이들러와 그리스의 스틸리아니 파파도풀루를 누르고 해머던지기 부문 우승을 차지했다. 8월에는 2009년 세계 선수권 대회를 앞두고 콧부스에서 열린 콧부스 국제 대회에 77.20m를 기록하여 폴란드 신기록을 세우며 우승했다. 이 기록은 당시 여자 해머던지기 역대 4위에 해당하는 기록이다.
그해 8월 22일 베를린에서 열린 세계 육상 선수권 대회에서 브워다르치크는 77.96m(255 피트 9 인치)의 투척과 함께 세계 기록을 세웠다.  그녀의 시즌은 그녀가 축하를 벌이는 동안에 자신의 왼쪽 발목을 비틀면서 너무 이르게 끝났다.
그녀는 회복하고 2010년 4월 다카르에서 열린 그랑프리 IAAF 대회에서 상연과 함께 경연에 돌아와 75.13m의 투척과 함께 자신의 종목을 쉽게 우승하였다.  가장 좋은 형성에서 그녀는 그러고나서 그해 6월 6일 비드고슈치에서 열린 에네아 컵에서 78.30m(256.9 피트)와 함께 자신의 존재하는 세계 기록을 깨는 데 진행하였다.  그녀는 그해에 열린 유럽 선수권 대회에서 동메달을 따고, IAAF 해머던지기 도전 대회에서 베티 하이들러의 뒤로 밀려 시즌을 위한 전체에 2위를 하였다.  그녀는 대구에서 열린 2011년 세계 육상 선수권 대회에서 5위를 하였다.
2012년 시즌의 시작에서 그녀는 오스트라바 골든스파이크에서 3위를 하고, 프레폰테인 클래식에서 준우승을 하였다.  런던 올림픽에서 그녀는 77.60m의 투척과 함께 은메달을 땄다.
2014년 그녀는 선수권 겸 국내 기록인 78.76초와 함께 유럽 선수권을 우승하였다.
2015년 8월 1일 브워다르치크는 81.08m(266.0 피트)의 투척과 함께 세계 신기록을 세워 80m 이상을 던진 첫 여성 해머던지기 선수가 되었다.  그녀는 그러고나서 베이징에서 열린 세계 육상 선수권 대회에 나가 또 한번 80m(260 피트) 이상을 던져 금메달을 획득하였다.
2016년 8월 15일 리우데자네이루 올림픽에서 82.29m(270.0 피트)의 투척과 함께 세계 신기록을 세워 금메달을 획득하였다.  런던 올림픽에서 타티야나 리센코의 금메달이 도핑 위반으로 박탈되어 브워다르치크에게 가면서 그녀는 2연승 선수로 선언되었다.
2020년 도쿄 올림픽에서 브워다르치크는 78.48m와 함께 종목을 우승하여 연속으로 해머던지기 종목을 우승하는 데 여태까지 단 하나의 여성 선수이다 (해머던지기에서 1900년, 1904년과 1908년 올림픽에서 그 종목을 우승한 존 플래너건 만이 그렇게 해낸 선수였다).  그녀는 또한 특정한 개인적 육상 종목을 연속으로 3회 우승을 하는 데 첫 여성이기도 하다.  3개의 올림픽 금메달과 함께 그녀는 경보 선수 로베르트 코제니오프스키와 단거리 육상 선수 이레나 셰빈스카의 뒤로 하계 올림픽에 나간 폴란드의 선수들 중에 사상 메달 집계에서 3위에 들었다.